# Rio Feio (Piquiri)
Der Rio Feio ist ein etwa 65 km langer rechter Nebenfluss des Rio Piquiri im Inneren des brasilianischen Bundesstaats Paraná.

## Etymologie
Feio bedeutet auf Deutsch hässlich. Der Rio Feio wird somit als hässlicher Fluss bezeichnet.

## Geografie

### Lage
Das Einzugsgebiet des Rio Feio befindet sich auf dem Terceiro Planalto Paranaense (Dritte oder Guarapuava-Hochebene von Paraná) östlich von Cascavel.

### Verlauf
Sein Quellgebiet liegt im Munizip Diamante do Sul auf 895 m Meereshöhe an der Grenze zum Munizip Guaraniaçu etwa 10 km südlich des Hauptorts in der Nähe der PR-670 in der Nähe von deren Einmündung in die BR-277.
Der Fluss verläuft in nördlicher Richtung. Kurz unterhalb seines Ursprungs bildet er die Grenze zwischen Diamante do Sul und Guaraniaçu. Er mündet auf 361 m Höhe von links in den Rio Piquiri. Er ist etwa 65 km lang.

### Munizipien im Einzugsgebiet
Am Rio Feio liegen die zwei Munizipien Diamante do Sul und Guaraniaçu.